# NGC 1266
NGC 1266 (другие обозначения — MCG -1-9-23, IRAS03134-0236, PGC 12131) — линзообразная галактика (S0) в созвездии Эридан.
Этот объект входит в число перечисленных в оригинальной редакции «Нового общего каталога».
Наблюдения на Atacama Large Millimeter Array выявили у галактики джеты, исходящие из чёрной дыры в её центре и сталкивающиеся с газом, который окружает ядро NGC 1266, со скоростью 400 км/с.